# Castillo de Brahan

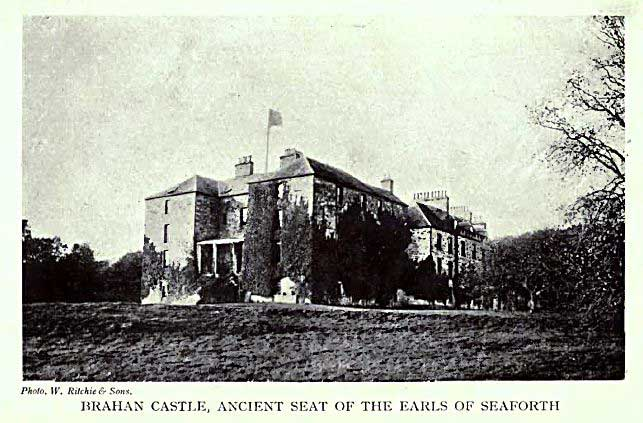
Castillo Brahan.

El Castillo de Brahan se encontraba a 3.5 millas al sudoeste de Dingwall, en Ross-shire, Escocia y pertenecía al Conde de Seaforth, jefe del Clan Mackenzie, que dominaban la zona.

## Historia
El Castillo de Brahan fue construido por el 1.er Conde de Seaforth Colin Mackenzie en 1611. Kenneth Mackenzie, un trabajador de la finca, era un reputado vidente, quien hizo una serie de profecías a finales del siglo XVII. Es recordado como el Vidente de Braham. Mackenzie era un prominente miembro del Jacobitismo y tomó parte en la sublevación jacobita de 1715.
William Mackenzie, 5° Conde de Seaforth fue derrotado y condenado a entregar la hacienda, que en 1725 se convirtió en la sede del General Wade, durante el proceso de "pacificación" de las tierras altas de Escocia.
Luego de la segunda sublevación jacobita de 1745, los Mackenzies fueron el primer clan en rendirse, siendo forzados a jurar lealtad a la Corona británica en los campos del castillo.
La finca se volvió a vender posteriormente a la familia Mackenzie, aunque la línea de descendencia directa se había extinguido en 1781. La propiedad pasó a manos del 1.er Barón de Seaforth Francis Mackenzie, que plantó árboles en los terrenos. Al morir en 1815 sin herederos, pasó a ser propiedad de Brahan Stewart-Mackenzie. Durante la primera mitad del siglo XIX, el castillo fue reconstruido y ampliado a una gran casa de campo.
James Stewart-Mackenzie, 1.er Baron de Seaforth fue ascendido a Baron Seaforth en 1921, pero al fallecer sin heredero en 1923, dejó los bienes a un fideicomiso.
El castillo Brahan fue requisado brevemente durante la Segunda Guerra Mundial, pero después de la guerra su estado se deterioró. En la década de 1950 el edificio fue demolido, quedando sólo la pared norte del edificio perteneciente al periodo del siglo XIX, que sirvió como un adorno de jardín. El bloque estable aún sobrevive, y ahora es conocido como la Cámara Brahan. Varios paneles heráldicos y otras piedras decorativas se conservan en la casa.
Un monumento en la finca, alrededor de un metro al oeste del castillo, conmemora la muerte en 1823 de Caroline Mackenzie, última hija del conde, que murió tras caerse de un cochecito de caballos cerca del mismo lugar.